# Медведівці (Чортківський район)

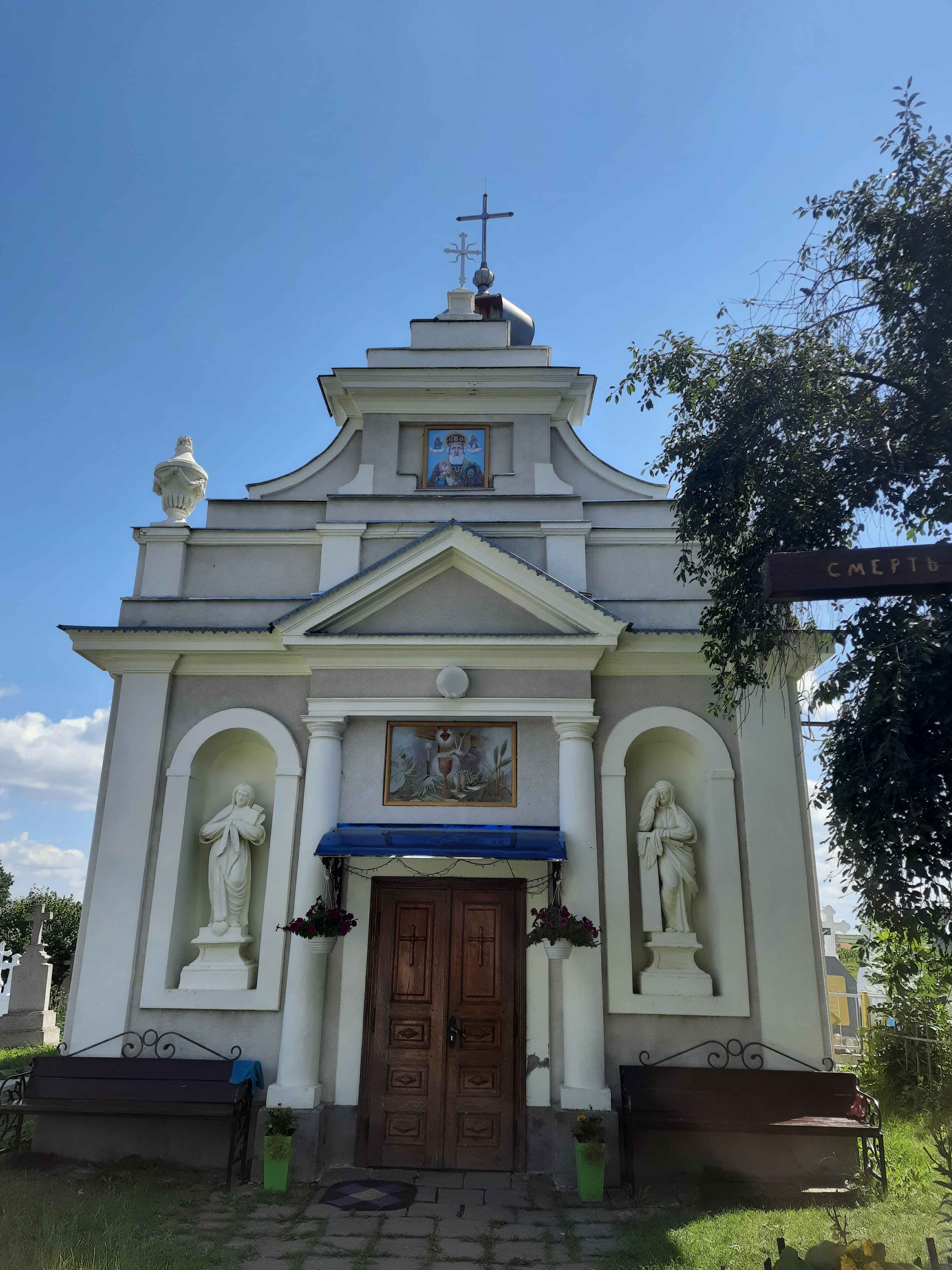
Каплиця святого Миколая (1725)

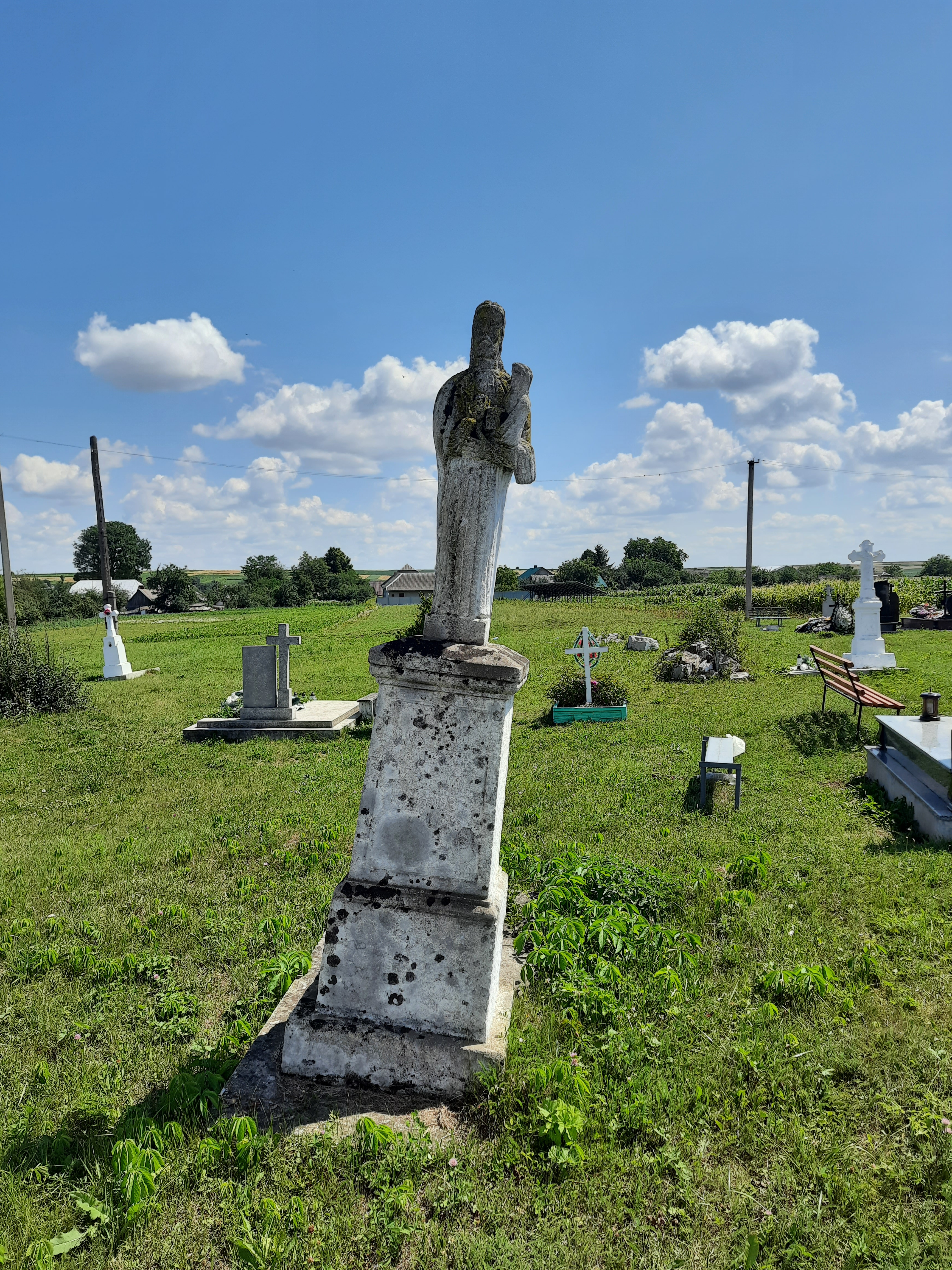
Старий цвинтар в Медведівцях

Медве́дівці — село в Україні, у Трибухівській сільській громаді Чортківського району Тернопільської області. Розташоване на річці Вільховець, на півночі району.
Відстань від села до Тернополя 67 км, до Івано-Франківська 70 км. Неподалік села проходить дорога державного значення Тернопіль — Івано-Франківськ.
Розташоване з двох берегів р. Вільховець, за 3 км від найближчої залізничної станції Пишківці. Населення 1297 осіб (2003).

## Географія
Із південного заходу на північний схід, на віддалі від села 1,2 км, розташована магістраль Івано-Франківськ — Тернопіль. Через село проходить шосейна дорога, що з'єднує село з сусідніми селами Пилявою та Мартинівкою.
Ґрунти села чорноземні.

## Історія
Поблизу села виявлено археологічні пам'ятки підкарпатської культури шнурової кераміки.
Згадується (Myedczwyedzowcze) 1 листопада 1456 року в книгах галицького суду.
Відоме від 17 ст.
Назва села Медведівці походить від основного заняття перших його жителів — пасічників. Кажуть, що тут колись добре «мед водився», та й зараз жителі Медведівців мають досить цього смачного солодкого продукту.
Інша версія. На околицях села ріс дубовий ліс, площею 466 моргів, який був вирубаний австро-угорськими вояками під час Першої світової війни. Існує повір'я, що назва поселення походить від слова «медведі», яких було багато в цьому лісі.
Правда, слова «медвідь» в українській мові немає, є «ведмідь», тому самі вирішуйте, яка версія точніша.

### Австрійський період

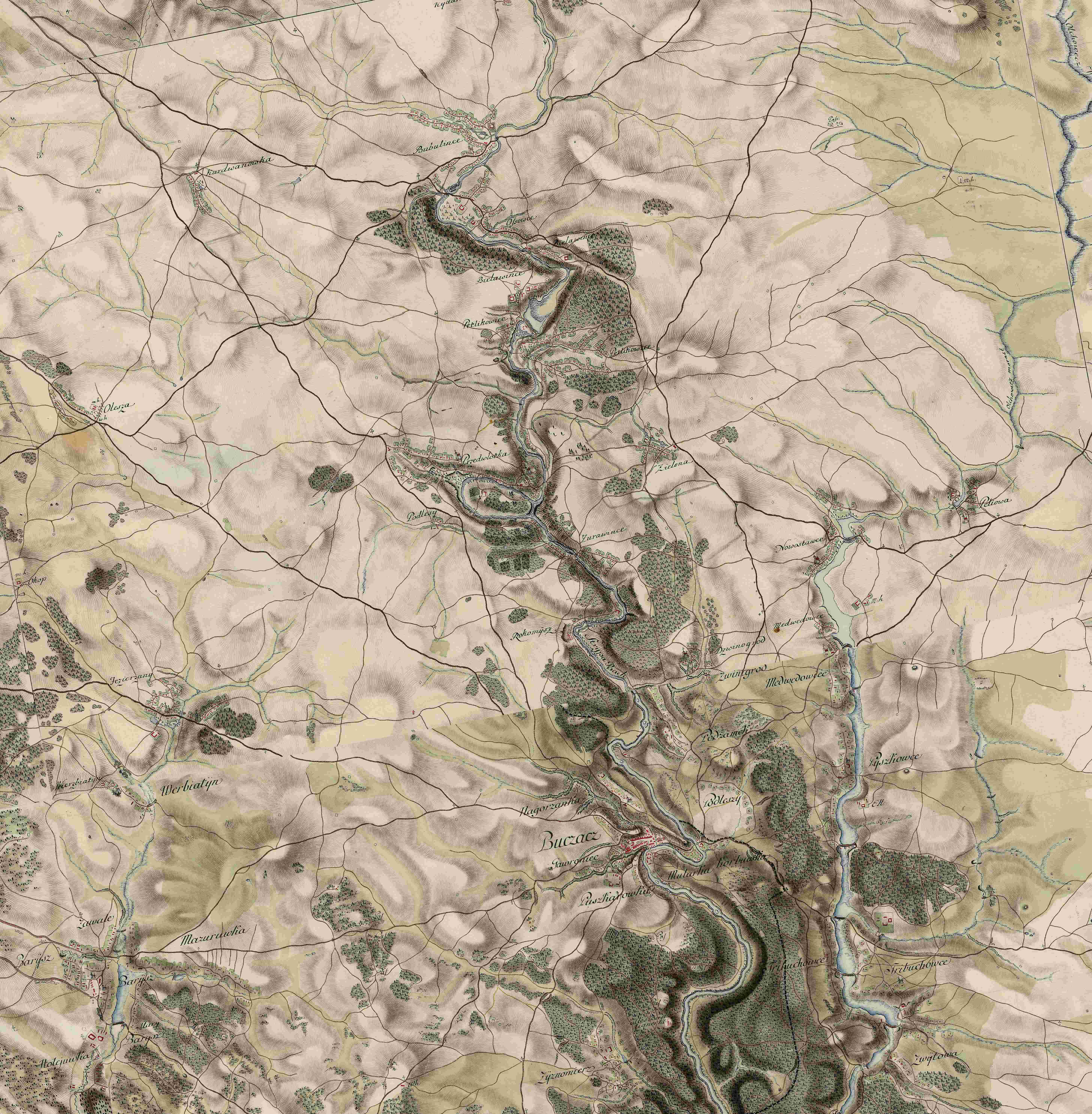
Медведівці на мапі фон Міґа, XVIII ст.

Поміщику належали найкращі родючі землі. В його користуванні були 959 моргів орної землі, 144 морги лугів і городів, 35 моргів пасовиськ і 466 моргів лісу. В користуванні селян було 1650 моргів орної землі, 195 моргів лугів і городів, 47 моргів пасовиськ. Селяни-бідняки працювали на поміщицьких землях за мізерну плату. В 1880 році в селі налічувалося 1055 мешканців, з них 137 працювали наймитами в пана. Населення в селі зростало, більше ставало малоземельних і безземельних селян. Становище селян було нестерпне. Змушені були платити великі податки та різні штрафи. 
Власник маєтку Владислав Чайковський був у 1892—1895 роках (VI-та каденція[джерело?] обраний послом до Галицького Сейму від округу № 30 Бучач — Монастириська
На 1 січня 1915 року населення становило 1622 чоловіки. У користуванні поміщика Чайковського було 1050 моргів орної землі, 400 моргів лісу, 150 моргів сінокосу. Купці масово закуповували землі в розорених селян. Так, Бучацькому купцеві Ашкеназе на території села Медведівці належало 350 моргів орної землі і 50 моргів сінокосів. В селі не було ні клубу, ні бібліотеки, тільки однокласна школа.
До 1914 р. в селі діяли читальня «Просвіти» і читальня ім. Качковського, була одна корчма.
На початку 20 століття посилюється еміграція в Пруссію, Канаду та США.

### Перша світова війна
У Першій світовій війні у 1914 р. 1 особа була в Талергофі за москвофільство, населення було виселене, 90 % господарств знищено; за Австрію згинуло 24 особи, 4 інваліди.
У боях за Україну, 1918—1920, брали участь Михайло Когут, Михайло Ґаздевич, Іван Вельґан, Онуфрей Вельґан, Федорій Бабій, Петро Гикавчук, Василь Мельник, Василь Давидяк, Микола Ганкевич, Степан Гриньків.

### Польський період
В 1925 році на території села був побудований млин, який належав панові Чайковському, у цьому селі працював один чоловік.
В 1930 році в селі відкрили польську бібліотеку, у якій нараховувалося 42 книги. В 1939 році земля в селі розподілялася так:
- поміщик мав 1250 моргів орної землі, крім того 50 моргів сінокосу;
- куркулі — 140 моргів орної землі;
- селяни-середняки — 520 моргів;
- селяни-бідняки — 400 моргів.

### Радянська і німецька окупація
В 1939 році на територію села прийшла радянська окупація, конфіскувала поміщицькі землі, розвинула тваринництво. Малоземельния селянам було роздано 220 га землі, 80 голів великої рогатої худоби, 27 голів свиней, 70 голів коней, 350 голів птиці. Був націоналізований і переданий державі спиртзавод, який належав панові.
Першим головою сільської Ради було обрано Малярського Миколу. 1939—1941 роки кожне селянське господарство працювало одноосібно, на своєму клаптику землі.
23 червня 1941 року село захопили німецько-нацистські окупанти. Під час окупації було зруйновано: спиртзавод, млин.
У 1944 році гітлерівці евакуювали все населення села в тил. Селянам заборонялося брати з собою їхні речі. Нацисти піддали село небаченому грабежу: вирізали 85 голів худоби, пограбували домашнє майно селян. Кілька місяців стояв фронт за 3-и км на схід від села. Відступаючи, німці спалили село. Із 480 дворів було спалено і зруйновано 450. 25 липня 1944 року Радянська Армія «визволила» село.
12 червня 2020 року, відповідно до розпорядження Кабінету Міністрів України № 724-р «Про визначення адміністративних центрів та затвердження територій територіальних громад Тернопільської області» увійшло до складу Трибухівської сільської громади.
19 липня 2020 року, в результаті адміністративно-територіальної реформи та ліквідації Бучацького району, увійшло до складу новоутвореного Чортківського району.

## Політика

### Парламентські вибори, 2019
На позачергових парламентських виборах 2019 року у селі функціонувала окрема виборча дільниця № 610167, розташована у приміщенні клубу.
Результати
- зареєстровано 947 виборців, явка 48,15%, найбільше голосів віддано за «Слугу народу» — 49,78%, за «Європейську Солідарність» — 8,71%, за Всеукраїнське об'єднання «Батьківщина» — 7,81%.[6] В одномандатному окрузі найбільше голосів отримав Микола Люшняк (самовисування) — 29,32%, за Ігоря Сопеля (Слуга народу) — 28,41%, за Степана Брацюня (Конгрес українських націоналістів) — 10,68%[7].

## Населення
Населення:
- 1841 р. — 762 українців.
- 1880 р. — 951 (78,7 %) українців, 230 (19,0 %) поляків, 28 (2,3 %) євреїв.
- 1900 р. — 1167 (85,6 %) українців, 183 (13,4 %) поляків, 14 (1,0 %) євреїв.
- 1939 р. — 1350 (78,0 %) українців, 375 (21,7 %) поляків, 5 (0,3 %) євреїв.

(В числі 375 поляків є 40 колоністів).

## Соціальна сфера
Працюють загальноосвітня школа І-ІІ ступенів, клуб, бібліотека, ФАП, ПАП «Медведівці», медпункт.
У селі є млин, 2 ставки, українська православна і католицька церковні громади, 4 магазини, бар, універсам.

## Релігія
- церква Успіння Пресвятої Богородиці (1827, мурована, реставрована 1995, ПЦУ),
- церква Успіння Пресвятої Богородиці (1725, мурована, УГКЦ).

## Пам'ятки
Споруджений пам'ятник воїнам-односельцям, полеглим у німецько-радянській війні (1968), стелу на честь воїна-афганця Б. Гриньківа (1984), встановлений пам'ятний хрест на честь 3-ї річниці незалежності України та відродження УГКЦ (1993, Проект: Ганкевича В. В., Висота 1,80, Червоний камінь), місійний хрест (1999), насипано символічну могилу Борцям за волю України (1996), Фігура Божої Матері (2004, Скульптор: Кульчицький М. Й., Висота 6,00, Залізобетон).

## Відомі люди

### Народилися
- парох села Мшана Городоцького району Львівщини о. Лук'ян Січинський.[8]
- український лікар-педіатр, професор, завідувач кафедри педіатрії факультету вдосконалення лікарів Львівського медичного інституту Коржинський Степан Іванович